# Vesto Slipher
Vesto Melvin Slipher (Mulberry, 11 novembre 1875 – Flagstaff, 8 novembre 1969) è stato un astronomo statunitense.

## Biografia
Slipher nacque a Mulberry, nell'Indiana nel 1875. Si laureò presso l'Indiana University. Trascorse la sua intera carriera all'Osservatorio Lowell a Flagstaff, in Arizona, del quale fu il direttore tra il 1916 ed il 1952. Utilizzò la spettroscopia per indagare le dinamiche dei periodi di rotazione dei pianeti, e per la determinazione della composizione delle atmosfere planetarie. Nel 1912 fu il primo a notare lo spostamento delle linee spettrali delle galassie, dunque fu il primo e reale scopritore dello spostamento verso il rosso galattico. Fu il responsabile dell'assunzione di Clyde Tombaugh e supervisionò il lavoro che condusse alla scoperta del pianeta Plutone, poi riclassificato quale pianeta nano.
In realtà Edwin Hubble fu erroneamente accreditato come lo scopritore  dello spostamento verso il rosso delle galassie, benché queste misurazioni e il loro significato furono comprese prima nel 1917 anche da James Edward Keeler presso l'osservatorio Lick & Allegheny, da Vesto Melvin Slipher, presso l'osservatorio Lowell, e da William Wallace Campbell, presso l'osservatorio Lick e in altri osservatori.
Combinando le loro misurazioni delle distanze cosmiche con le analoghe distanze di Vesto Slipher sullo spostamento verso il rosso associato alle galassie, Hubble e l'astronomo statunitense Milton Humason scoprirono una proporzionalità irregolare della distanza tra le galassie con i loro spostamenti verso il rosso. Benché vi sia una considerevole dispersione, ora sappiamo che è dovuta a velocità particolari, Hubble e Humason furono in grado di tracciare una linea di tendenza dallo studio effettuato su 46 galassie ricavando un valore definito come Costante di Hubble-Humason pari a circa 500 km/s/Mpc. Questo valore era decisamente più elevato di quello maggiormente accettato al giorno d'oggi, pari a 74,03 ± 1,42 Km/s/ Mpc. Ciò è dovuto a errori commessi sia da Hubble che da Humason nella calibrazione delle distanze; errori simili nel determinare le distanze continuano ad affliggere i moderni astronomi, vedi scala delle distanze cosmiche per altri dettagli.
Nel 1929 Hubble e Humason formularono una legge empirica della distanza in relazioneo allo spostamento verso il rosso delle galassie, attualmente chiamata semplicemente Legge di Hubble, la quale, una volta che lo spostamento verso il rosso venne interpretato come una misura della velocità di recessione, era coerente con le soluzioni delle equazioni della relatività generale di Einstein per un omogeneo, isotropico spazio in espansione detto Universo di de Sitter. Tuttavia i concetti che definivano l'universo in espansione erano ben accettati già in precedenza, e questa affermazione di Hubble e Humason condusse ad un maggior consenso nell'ambito astronomico riguardo a questa ipotesi. La legge di Hubble afferma che più grande è la distanza tra due galassie, più grande sarà la loro velocità relativa di separazione.
Questa scoperta più tardi culminerà nella formulazione della teoria del Big Bang da parte di George Gamow. Una conseguenza delle velocità osservate tra galassie distanti è che quando sono prese insieme secondo i principi cosmologici implicano che lo spazio è in espansione secondo il modello di Friedmann-Lemaitre della relatività generale.
In precedenza, nel 1917, Albert Einstein trovò che il suo recente sviluppo della teoria generale della relatività indicava che l'universo poteva essere o in espansione o in contrazione. Incapace di credere  alle sue stesse equazioni, Einstein introdusse una costante cosmologica per evitare tale ambiguità. Quando Einstein venne a sapere della scoperta di Hubble, disse che cambiare le sue equazioni fu "il più grande errore della mia vita". Slipher morì a Flagstaff, in Arizona e fu sepolto nel cimitero cittadino.

## Riconoscimenti
- Medaglia Henry Draper (1932)
- Medaglia d'oro della Royal Astronomical Society (1933)
- Medaglia Bruce (1935)
- Il cratere Slipher sulla Luna è chiamato così in onore di Vesto ed Earl Slipher
- Il cratere Slipher su Marte
- L'asteroide 1766 Slipher, scoperto il 7 settembre 1962 dall'Indiana Asteroid Program.[4]